# Arkimedes Arguelyes
Arkimedes Arguelyes Rodriges (Russisch: Архимед Аргуэльес Родригес; Leningrad, 9 juli 1988) is een Russisch voormalig wielrenner.
Hij wist in 2010 in de top-10 van de Ronde van Bretagne te eindigen.

## Overwinningen
2010
1e etappe GP van Portugal
2015
 Tussensprintklassement Ronde van Asturië

### Resultaten in voornaamste wedstrijden
| Jaar | Ronde van Lombardije |
| ---- | -------------------- |
| 2011 | opgave               |

Arguelyes · 
Broett · 
Caruso ·
Di Luca ·
Galimzjanov ·
Goesev ·
Horrach · 
Hoste · 
Ignatenko · 
Ignatjev · 
Isajtsjev ·
Ivanov ·
Karpets ·
Koetsjynski ·
Kolobnev ·
Kritski ·
Losada · 
Mironov ·
Moreno ·   
Ovetsjkin · 
Paolini ·
Pliușchin · 
Porsev · 
Pozzato · 
Rodríguez · 
Silin · 
Troesov · 
Trofimov ·
Vandenbergh · 
Vantomme ·
Vorganov
Arguelyes · Chatoentsev · Firsanov · Jersjov · Jeskov · Kajkov · Klimov · I. Kovaljov · J. Kovaljov · Kozontsjoek · Krasnov · Markov · Manakov · Mironov · Ovetsjkin · Rovny · Savitski · Serov · Troesov · Valinin · Zoebov